# (20328) 1998 HS42
1998 إتش أس 42 (ويعرف أيضًا باسم (20328) 1998 إتش أس 42 وفق تسمية الكوكب الصغير) (بالإنجليزية: 1998 HS42)‏ هو كويكب ضمن حزام الكويكبات؛ وترتيبه 20328 من حيث الاكتشاف.
اكتُشف هذا الجُرم الفلكي بواسطة Robert Linderholm ‏ في 30 أبريل 1998.

## وصلات خارجية
- (20328) 1998 HS42 في قاعدة بيانات مختبر الدفع النفاث لأجرام النظام الشمسي الصغيرة

- الاكتشاف · مخطط المدار ·  العناصر المدارية · المعلمات المادية

- (20328) 1998 HS42 على موقع ويكي سكاي: DSS2, SDSS, GALEX, IRAS, Hydrogen α, X-Ray, Astrophoto, Sky Map, Articles and images